# 甘鵬雲
甘鹏云（1862年—1941年），字翼父，号药憔、月樵，湖北潜江县（今潜江市）城关镇人。清末进士，中国近现代学者。

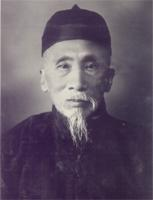
甘鵬雲

## 生平
甘鹏云幼时家贫，读书不辍，喜好经史、书法。先后在潜江史公书院、传经书院就读。中式县试后，入武昌经心书院、两湖书院。光绪二十九年（1903年）中进士，授工部主事，入进士馆学习政法。光绪三十二年（1906年）赴日本早稻田大学留学。两年后回国，入度支部，不久以监理身份赴黑龙江、吉林任职。
民国成立，历任杀虎关税务官监督、吉林国税厅厅长、财政部佥事等职，又改山西省烟酒公卖局局长，兼任山西清理官产处处长。民国六年（1917年）张勋复辟后，阎锡山在山西宣布独立，甘鹏云对政局失望，辞职归养，在北京定居，闭门著述。民国三十年（1941年）12月在北京病逝，享年79岁。
有女甘世瑜，嫁李书城。次女甘世珊，小女甘世玲。外孙女甘少玲，外孙甘春生，甘铁生，甘少城。

## 著作
民国二十一年（1932年）曾被聘为湖北省通志馆筹备处副主任，完成《方志商》一书，并主修《湖北文征》。著作甚多，藏书20万卷，搜集碑拓4110余种。